# Немецкий язык во Франции
[[Файл:Legal status of German in Europe.svg|thumb|400px|right|{{ru| Немецкий — официальный (или один из; де-юре или де-факто) и родной язык для большинства населения Немецкий — официальный (или один из; де-юре или де-факто), но не является родным языком для большинства населения Немецкий (или его разновидность) признаны как язык меньшинства в отмеченной стране (регионы основного распространения закрашены или помечены квадратами, когда географическое распространение слишком неопределённо или мало́, чтобы быть отмеченным на карте) Немецкий (или его разновидность) не имеет официального статуса, но используются заметным меньшинством]]
Неме́цкий язы́к во Фра́нции не имеет статуса официального или одного из официальных языков, тем не менее около 1,2 млн человек на территории страны говорят на эльзасском и лотарингском диалектах (преимущественно на территории исторических областей Эльзас и Лотарингия, входящих в состав современного региона Гранд-Эст). По данным 2001 года, около 61 % эльзассцев знают эльзасский диалект, однако число его носителей из года в год сокращается.

## Положение немецкого языка
Франция, несмотря на существование восьми региональных языков, не признаёт в качестве официального никакой язык кроме французского, который является единым «языком республики» (фр. la langue officielle de la République française). В то же время все языки Франции признаны языками меньшинств и обычно обозначаются как «региональные языки» (фр. langues régionales), в том числе признаётся язык эльзасцев и немецкий язык департамента Мозель, а также литературный немецкий язык.
Немецкий язык во Франции используется в образовании, знание немецкого на северо-востоке Франции даёт дополнительные преимущества (например, для государственных служащих знание немецкого предполагает надбавку к зарплате), в некоторых церквях проходят богослужения на французском и немецком.